# Pigment Yellow 13
C.I. Pigment Yellow 13 ist eine chemische Verbindung aus der Gruppe der Disazo- und Diarylgelb-Pigmente.

## Gewinnung und Darstellung
Pigment Yellow 13 wird industriell durch eine Tetrazotierung von 3,3′-Dichlorbenzidin, gefolgt von einer Azokupplung auf acetoacetyliertes 2,4-Xylidin gewonnen.

## Eigenschaften
Pigment Yellow 13 ist ein brennbarer schwer entzündbarer gelber Feststoff, der praktisch unlöslich in Wasser ist. Er zersetzt sich bei Erhitzung über 330 °C. Die Kristallstruktur ist eine Schichtstruktur mit der Raumgruppe P-1 (Raumgruppe Nr. 2).

## Verwendung
Pigment Yellow 13 wird als Pigment, bevorzugt im Offsetdruck, verwendet.